# Лондон Скоттиш
«Лондон Скоттиш Футбол Клаб» (англ. London Scottish Football Club — «шотландцы Лондона») — английский регбийный клуб, выступающий во второй по значимости лиге страны, Чемпионшипе. Команда является членом как английского, так и шотландского регбийного союзов.

## История
В начале 1878 года трое шотландцев, выступавших за клуб «Сент-Эндрюс Роверс», решили покинуть команду. Джордж Грант, Нил Макглашан и Роберт Арнот отправили ряду организаций письма, в которых излагался проект создания столичной команды шотландцев. Особенно тепло идею восприняли представители Лондонского шотландского полка. Создание клуба состоялось довольно скоро; церемония прошла в лондонской таверне Маккея 10 апреля. Сначала регбисты играли на стадионе «Блэкхит Коммон», перебравшись затем на «Ричмонд Атлетик Граунд» в Суррее.
Новая команда проводила матчи часто, и в число их соперников почти сразу вошли сильнейшие клубы того времени: «Рейвенскорт Парк» и «Куинс Хаус». В частности, «Хаус» — единственная команда, никогда не проигрывавшая «шотландцам». В том же сезоне «Скоттиш» сыграли с «Сент-Эндрюс», командой, утратившей своих сильнейших игроков, перешедших в недавно созданный клуб. Лишённые своих лидеров «Роверс» дважды проиграли «Скоттиш», а к концу сезона и вовсе прекратили выступления. Первый сезон оказался для «шотландцев» очень успешным: регбисты провели пятнадцать матчей, проиграв всего четыре. Обидчиками новичков стали уже состоявшие к тому моменту клубы: «Фламингос», «Гайс Хоспитал», «Куинс Хаус» и «Уоспс».
«Скоттиш» стал первым из трёх лондонских клубов экспатриантов (наряду с «Лондон Айриш» и «Лондон Уэлш»), который открыл двери для представителей других сообществ последним: отказ от приглашения исключительно шотландских регбистов произошёл в 1996 году. Нарушение традиции было связано с переходом клуба к профессиональному статусу. К 1999 году команда уже была участником профессиональной Премьер-лиги. Тогда же управление клубом, владелец которого отказался от оказания дальнейшей поддержки, было передано сторонним регулятором; клуб был формально поглощён «Айриш». Любительский клуб, унаследовавший традиции старого «Скоттиш», был заявлен в слабейшую лигу английского регби. Энтузиасты клуба сумели преодолеть семь иерархических уровней за десять сезонов, и с сезона 2011/12 команда выступает в Чемпионшипе, втором английском дивизионе.
В сезоне 2014/2015 команду тренировал Майк Фрайдей, совмещавший эту должность с постом тренера сборной США по регби-7, но 14 мая 2015 года он ушёл из команды, сосредоточившись на сборной.

## Состав
Сезон 2013/14.

## Известные игроки
Регбисты клуба, игравшие за сборную Шотландии.
| - Дэвид Беделл-Сиврайт - Майк Биггар - Эл Биггар - Норман Брюс - Пол Бёрнелл - Майк Кэмпбелл-Лэмертон - Дэмьен Кронин - Ронни Эрикссон - Макс Эванс - Джеймс Прингл Фишер | - Йейн Фуллартон - Гевин Хастингс - Сэнди Хиншелвуд - Саймон Холмс - Йейн Лафленд - Алан Лоусон - Деррик Ли - Кенни Логан - Билл Маклэган | - Дэвид Макмайн - Аластер Макхарг - Йейн Моррисон - Джим Шеклтон - Йен Смит - Артур Смит - Франс тен Бос - Боб Уэйнрайт - Дерек Уайт |